# 井本喜久
井本喜久（いもと・よしひさ、1974年（昭和49年）12月23日 - ）は、農ライファーズ株式会社の代表取締役（旧 The CAMPus BASE代表取締役）。日本のブランディングプロデューサー。

## 来歴
広島県竹原市の限界集落・田万里にある米農家出身。東京農業大学を卒業するも広告業界へ。26歳で起業。様々な企業のブランドづくりに携わる。コミュニケーションデザイン会社COZ（株）を創業。
2012年 表参道でポテトとジンジャーに特化したフードブランドBrooklyn Ribbon Friesを創業。飲食事業を始めるも、数年後、妻がガンになったことをキッカケに健康的な食に対する探究心が芽生える。
2016年 新宿駅屋上で都市と地域を繋ぐマルシェを開催し延べ10万人を動員。
2017年 「世界を農でオモシロくする」をテーマにインターネット農学校The CAMPusを開校。全国約70名の成功農家の暮らしと商いの知恵をワンコインの有料ウェブマガジンとして約2000名の生徒に向けて配信。
2020年、小規模農家の育成に特化した「コンパクト農ライフ塾」を開校し、3年間で300名以上の卒業生を送り出した。農林水産省認定の山村活性化支援事業もプロデュース。
2021年、長野県伊那市と連携し農村に移住者を増やすための研修プログラム「INASTA」を始動。
2022年、農林水産省の助成事業として、農村への関係人口を増やすための研修プログラム「複業村の農Ｘ」を始動。
同年、限界集落再生を農業と観光で行っていく取組み「TAMARIBA PROJECT」を本格始動。
同年、The CAMPusの屋号を「農ライファ―ズ」に改め、農的暮らしを探求する人々が集う日本最大級のコミュニティを始動。
2023年、限界集落再生を農業と観光で行っていくプロジェクトを始動し、出身地である広島の限界集落「田万里」に移住。米粉ドーナツ屋と農体験宿を複合させた「田万里家 RICE DONUT & FARM STAY」をオープン。
著書「ビジネスパーソンの新・兼業農家論」

## 著書

### 著書
- 『ビジネスパーソンの新・兼業農家論』（2020年8月28日刊行　クロスメディア・パブリッシング）ISBN 978-4295404446